# Marburger Schule (Politikwissenschaft)
Die sogenannte Marburger Schule war neben der Kölner Schule und Freiburger Schule eine der einflussreichen Schulen in der bundesdeutschen Politikwissenschaft. Sie hebt sich von anderen durch eine explizite Bezugnahme auf die Ideen und Theorien in der Folge von Karl Marx und Friedrich Engels ab. Im Zentrum stand für mehrere Jahrzehnte Wolfgang Abendroth, um den herum sich seit den 1950er Jahren ein Schülerkreis etablierte.
Die Marburger Schule der Politikwissenschaft ist nicht zu verwechseln mit der Marburger Schule des Neukantianismus, die nach dem Ersten Weltkrieg von Bedeutung war. Weil der Begriff „Marburger Schule“ gelegentlich polemisch verwendet wurde, wird mitunter – beispielsweise von Frank Deppe – die Bezeichnung Abendroth-Schule bevorzugt.

## Entstehung und Wirkung
Die Marburger Schule wurde deutlich geprägt durch den marxistischen Politologen und Rechtswissenschaftler Wolfgang Abendroth. Dieser war 1950 an die Philipps-Universität Marburg berufen worden und dort neben dem langjährigen Lehrbeauftragten Adolf Grabowsky (der kein Promotionsrecht hatte) bis 1967 als einziger Vertreter der Politikwissenschaft tätig. Die eigenen politischen Erfahrungen in der Arbeiterbewegung und im Widerstand gegen den Nationalsozialismus prägten die Themenwahl Abendroths für Lehre und Forschung.
Zu den Arbeits- und Forschungsschwerpunkten des Instituts in den 1950er Jahren gehörte vor allem die Beschäftigung mit Politik, Herrschaft und Gesellschaft im nationalsozialistischen „Dritten Reich“, aber auch die Auseinandersetzung mit der jungen Demokratie der Bundesrepublik Deutschland. In den Lehrveranstaltungen wurden dementsprechend Seminare zur Politischen Soziologie der Institutionen wie Parteien und Verbände angeboten. Ein zweiter inhaltlicher Schwerpunkt lag zu dieser Zeit zunächst auf Wahlstudien und historischer Parteienforschung. Parallel dazu wurde begonnen, ein drittes Arbeitsgebiet aufzubauen, das für viele Jahre das Bild der Marburger Politikwissenschaft prägte: die intensive Auseinandersetzung mit der Geschichte der deutschen Arbeiterbewegung. Die daraus hervorgegangenen Darstellungen gelten als „linksoppositionelle Gegendarstellungen zur dominierenden sozialdemokratisch geprägten Geschichtsschreibung“. Der Arbeitsstil der Marburger Schule war wenig theorielastig. Stattdessen standen Detailbezogenheit und Deskriptivität im Vordergrund. Ziel war die Entwicklung einer kritischen Politikwissenschaft in der Form einer politischen Soziologie.
In den 1960er Jahren entwickelte sich die Marburger Politikwissenschaft mit dem Fachbereich Gesellschaftswissenschaften um Abendroth zu einem der Zentren der Studentenbewegung. 1968 gab Abendroth zusammen mit Kurt Lenk eine von Marburger Nachwuchswissenschaftlern erstellte und von damaligen Politologiestudenten vielfach genutzte Einführung in das Fach heraus. In den 1970er Jahren rückte der Fachbereich ins Zentrum universitär-politischer Auseinandersetzungen sowie wissenschaftlicher, partei- und gewerkschaftspolitischer Debatten. Angehörige des linken wie rechten politischen Spektrums äußerten zum Teil heftige Kritik und schrieben den Marburger Politikwissenschaftlern um Abendroth eine orthodox-marxistische Position zu. Sie sprachen mit Bezug auf den Fachbereich auch von einer „Parteihochschule“ oder auch „roten Kaderschmiede“. Neben Abendroth prägten die beiden Soziologen Heinz Maus und Werner Hofmann die Herausbildung der Marburger Schule. In den 1970er Jahren verschob sich das Forschungsinteresse – auch infolge der DKP-nahen Interessen etwa von Frank Deppe – in Richtung Klassentheorie, Arbeiterbewusstsein und Faschismustheorie. Innerhalb der Politikwissenschaft wurde die Marburger Schule als „radikalsozialistische […] Schule“ bekannt und wahrgenommen. Charakteristisch für die Marburger Schule wurde, dass ihre bekanntesten Vertreter ihre gesamte akademische Karriere in der Marburger Politikwissenschaft  verbrachten, angefangen von der Tätigkeit als studentische Hilfskraft bis hin zur Professur. Beispielhaft hierfür sind Frank Deppe, Georg Fülberth, Reinhard Kühnl sowie Peter Römer. Diese Art institutsinterner Nachwuchsrekrutierung entwickelte sich in den 1960er Jahren und war von erheblicher Relevanz für die weitere Entwicklung des Instituts. Deppe, Fülberth, Kühnl und Römer wurden in den 1970er Jahren auf entsprechende Hochschullehrerstellen des Instituts berufen. Dieter Boris erhielt 1972 die Professur für Soziologie.
Vertreter der Marburger Schule betrachteten die Frankfurter Schule, die im Zuge der Studentenbewegung wichtig wurde, mit Distanz. Dennoch habilitierte sich Jürgen Habermas 1961 bei Abendroth, nachdem Max Horkheimer die Habilitationsschrift abgelehnt hatte.
Seit 1960 wurde mit den Marburger Abhandlungen zur politischen Wissenschaft durch Abendroth eine eigene Publikationsplattform herausgegeben. Diese ersetzte die seit 1955 erscheinende Reihe Schriftenreihe des Instituts für wissenschaftliche Politik. 1977 wurden Marburger Abhandlungen wiederum durch den Verlag Arbeiterbewegung und Gesellschaftswissenschaft abgelöst.
Einzelstudien zur Marburger Schule warnen davor, die Entwicklung dieser Wissenschaftlergruppe zu stark zu generalisieren. Stattdessen seien die verschiedenen Phasen der Schulentwicklung zu berücksichtigen. Lothar Peter schlägt in seiner Darstellung zur Marburger Schule drei grundlegende Phase vor. Die erste reicht von 1951 bis Mitte der 1960er Jahre und umfasst die Entstehungs- und Konsolidierungszeit. Es folgt von 1966 bis 1972 die durch Abendroth, Hofmann und Maus geprägte Phase der Entstehung einer wissenschaftlichen Gemeinschaft, an deren Ende die Emeritierung von Abendroth steht. Die dritte Phase, von der Emeritierung der ersten Generation bis in die frühen 2000er Jahre reichend, war geprägt von einer Kontinuität im Bezug auf das marxistische Denken.
Nach der Emeritierung der Generation um Fülberth (2004) und Deppe (2006) wurde die marxistische Tradition an der Marburger Universität zurückgedrängt. Die Professur von Deppe wurde nicht neu besetzt. Sein ehemaliger Assistent Hans-Jürgen Bieling war von 2002 bis 2008 Juniorprofessor in Marburg. Ehemalige Schüler und Studenten der Marburger Schule sind vor allem an verschiedenen Universitäten im deutschsprachigen Raum tätig, arbeiten im Gewerkschaftsbereich sowie in der Rosa-Luxemburg-Stiftung oder sind parteipolitisch aktiv.
Themen, die nur eine marginale Rollen spielten, waren Ökologie und Feminismus. Eine enge Zusammenarbeit bestand mit dem Institut für Marxistische Studien und Forschungen in Frankfurt am Main. Größere Verbreitung und Bekanntheit erlangten die Arbeiten von Reinhard Kühnl über Faschismus. Frank Deppe wurde über die Universität hinaus im linken Flügel der IG Metall einflussreich. Fülberth war lokal für die Deutsche Kommunistische Partei aktiv und ist mit journalistischen Veröffentlichungen prägend.

## Bekannte Schüler von Abendroth
- Axel Azzola
- Friedrich-Martin Balzer
- Joachim Bergmann
- Hans Manfred Bock
- Dieter Boris
- Karl-Heinz Braun
- Eberhard Dähne
- Frank Deppe
- Hans-Ulrich Deppe
- Helga Deppe-Wolfinger
- Hanno Drechsler
- Christoph Ehmann
- Georg Fülberth
- Hans W. Geißendörfer
- Karl Heinz Götze

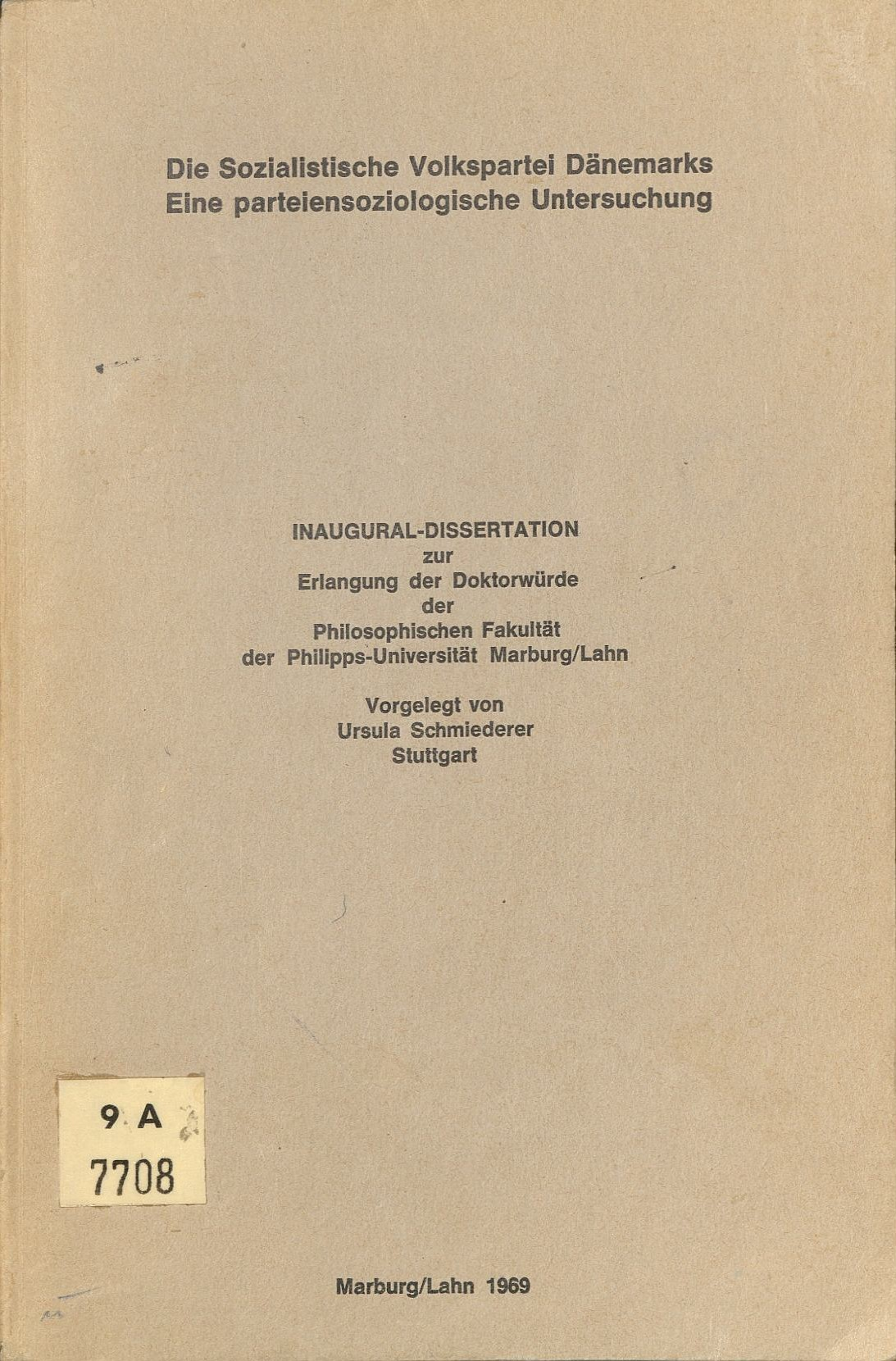
Ursula Schmiederers Dissertation 1967 über die dänische SF im Verlag Neue Kritik

- Rüdiger Griepenburg (Professor für Geschichte der sozialen Bewegung)
- Jürgen Harrer
- Wolfgang Hecker
- Eike Hennig
- Wulf D. Hund
- Olaf Ihlau
- Egbert Jahn
- Christof Kievenheim
- Kurt Kliem
- Arno Klönne
- Reinhard Kühnl
- Erich Laaser
- André Leisewitz
- Kurt Lenk
- Werner Link
- Gert Meyer
- Arnhelm Neusüss
- Ermenhild Neusüß-Hunkel
- Siegfried Pausewang
- Lothar Peter
- Klaus Pickshaus
- Rainer Rilling
- Peter Römer
- Johannes Ernst Seiffert
- Vera Rüdiger
- Rolf Schmiederer
- Ursula Schmiederer
- Eberhard Schmidt
- Kurt Steinhaus
- Helmut Thielen
- Karl Hermann Tjaden
- Margarete Tjaden-Steinhauer
- Rolf Vellay